# Rallicola rodericki
Rallicola rodericki är en insektsart som beskrevs av Ricardo L. Palma 1991. Rallicola rodericki ingår i släktet Rallicola och familjen fjäderlöss. Inga underarter finns listade i Catalogue of Life.